# Marsa Abu Dabbab
Marsa Abu Dabbab oder Abu Dabbab Beach ist eine kleine Bucht im südlichen Ägypten am Roten Meer. 
Die Bucht hat eine quadratische Form mit einer Länge und einer Breite von etwa 500 Metern. Sie liegt etwa 36 Kilometer nordwestlich von Marsa Alam im Gouvernement al-Bahr al-ahmar. Die Bucht beherbergt einen der bekanntesten Strände rund um Marsa Alam, Hotelanlagen befinden sich nördlich und südlich an der Bucht.

## Topographie
Die Bucht verfügt über einen etwa 50 Meter breiten und 500 Meter langen Sandstrand der intensiv touristisch genutzt wird. Der Boden im zentralen Teil der Bucht ist sandig, hier hat sich eine Seegraswiese in Tiefen zwischen 5 und etwa 25 Metern ausgebildet. Die Wassertiefe der Bucht steigt relativ gleichmäßig an und erreicht etwa 20–25 Meter am östlichen Ende. An den nördlichen und südlichen Seiten der Bucht befindet sich jeweils ein Riff.

## Tauchgebiet
Die Seegraswiesen und die Riffe der Bucht sind ein bekanntes Tauchgebiet in der Region Marsa Alam. Hier ist eine Population von Meeresschildkröten beheimatet. Auch Dugongs, Geigenrochen und manchmal auch Delfine sind hier, neben der normalen Rifffauna des Roten Meers anzutreffen. Der Strand ermöglicht guten Zugang zum Wasser, die Strömung ist meistens gering, Schnorcheln ist möglich. Am Grund der Bucht befindet sich ein Seil, das den Rückweg bei stärkerer Brandung und Brandungsrückströmung erleichtert.

## Galerie

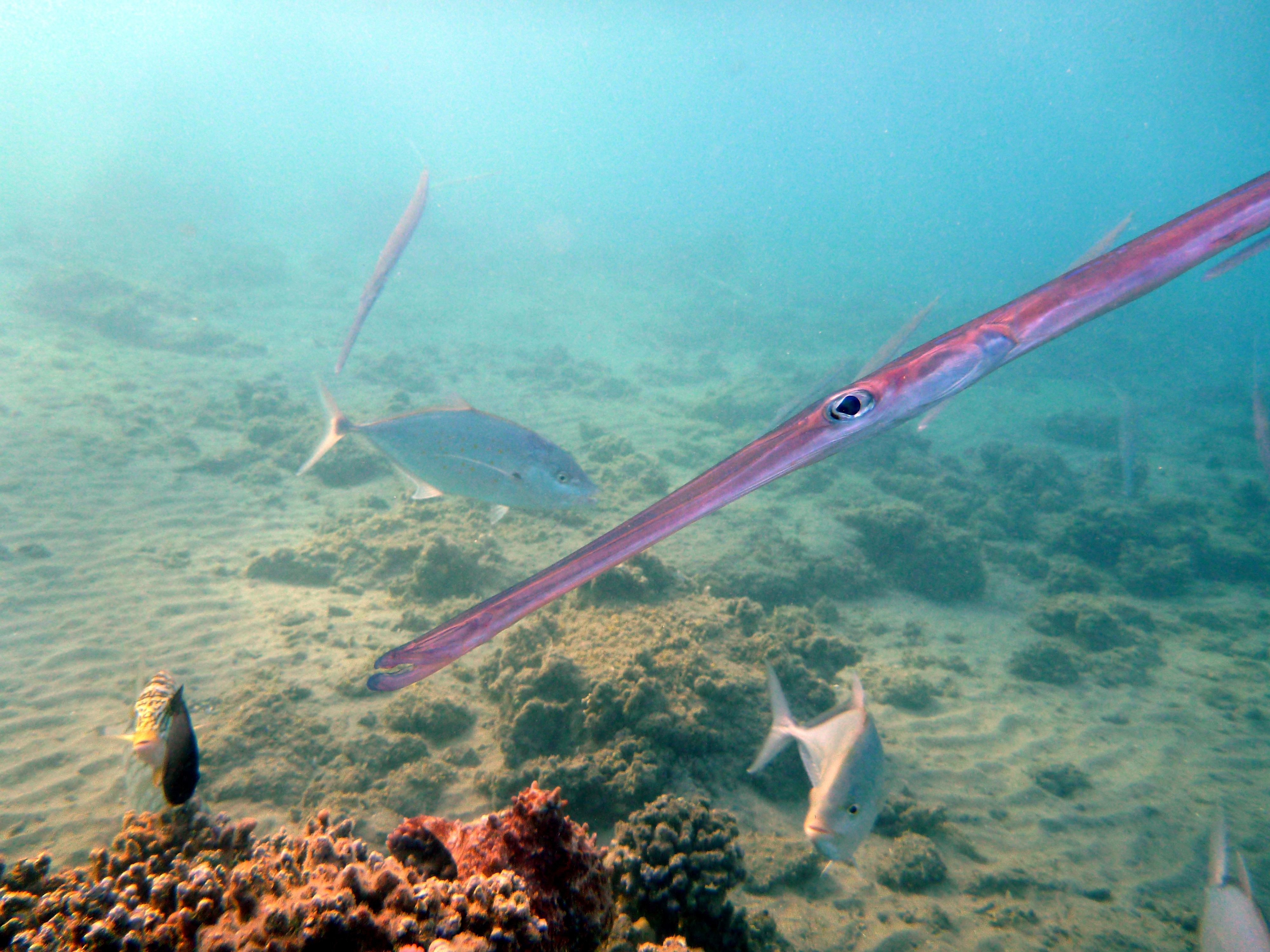
Flöten- und andere Fische
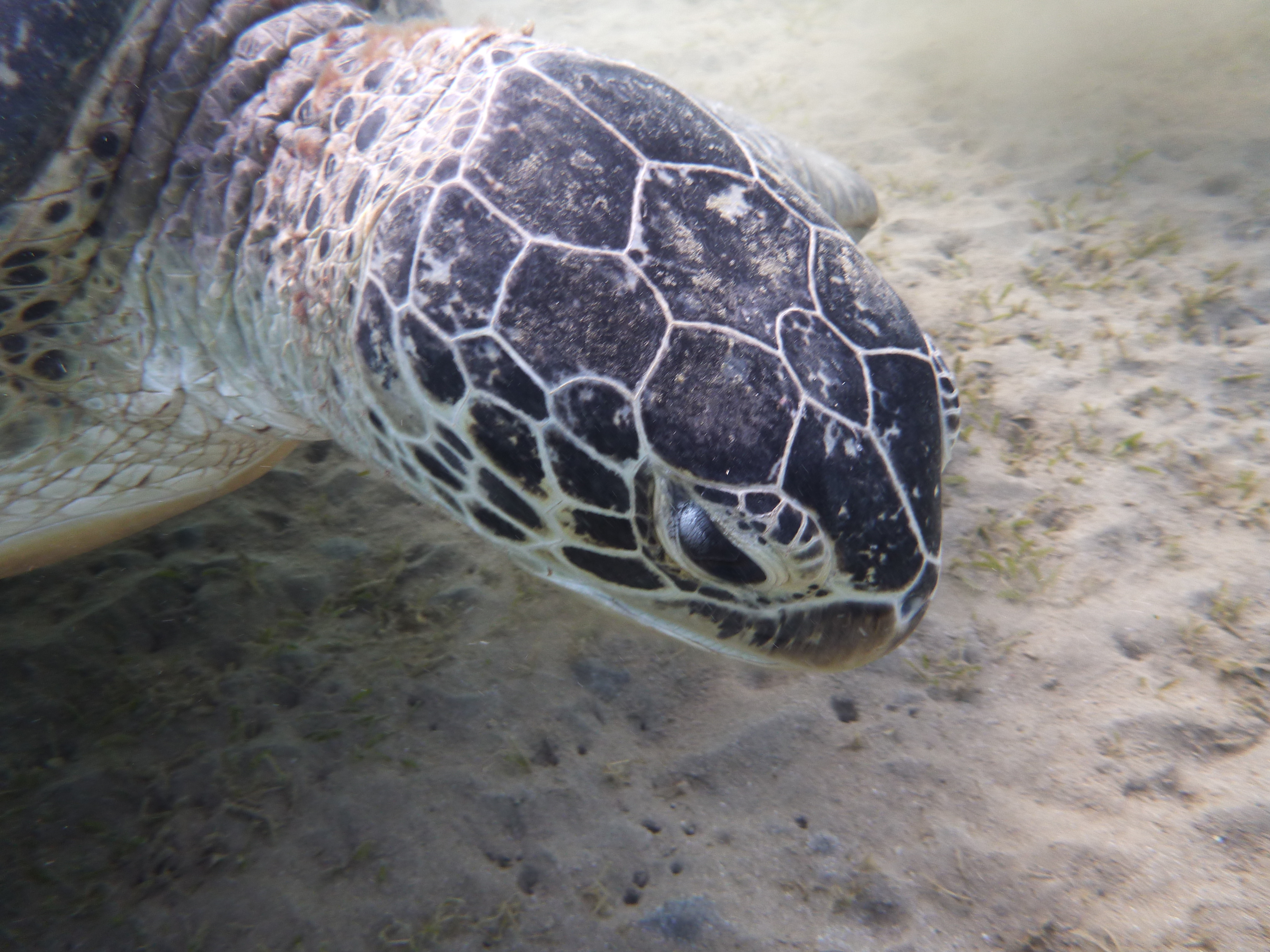
Kopf einer Meeresschildkröte auf der Seegraswiese
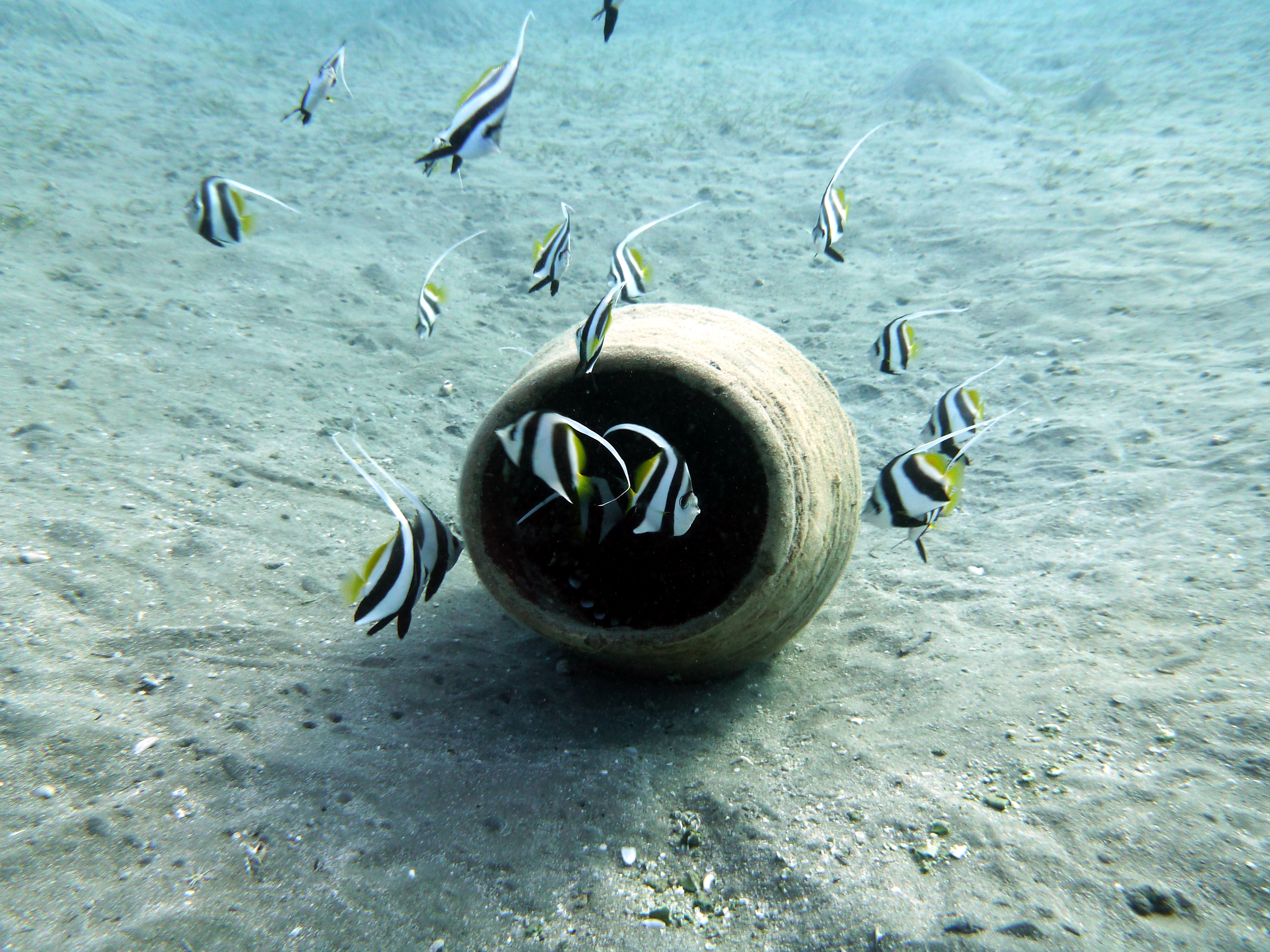
Wimpelfische auf der Seegraswiese
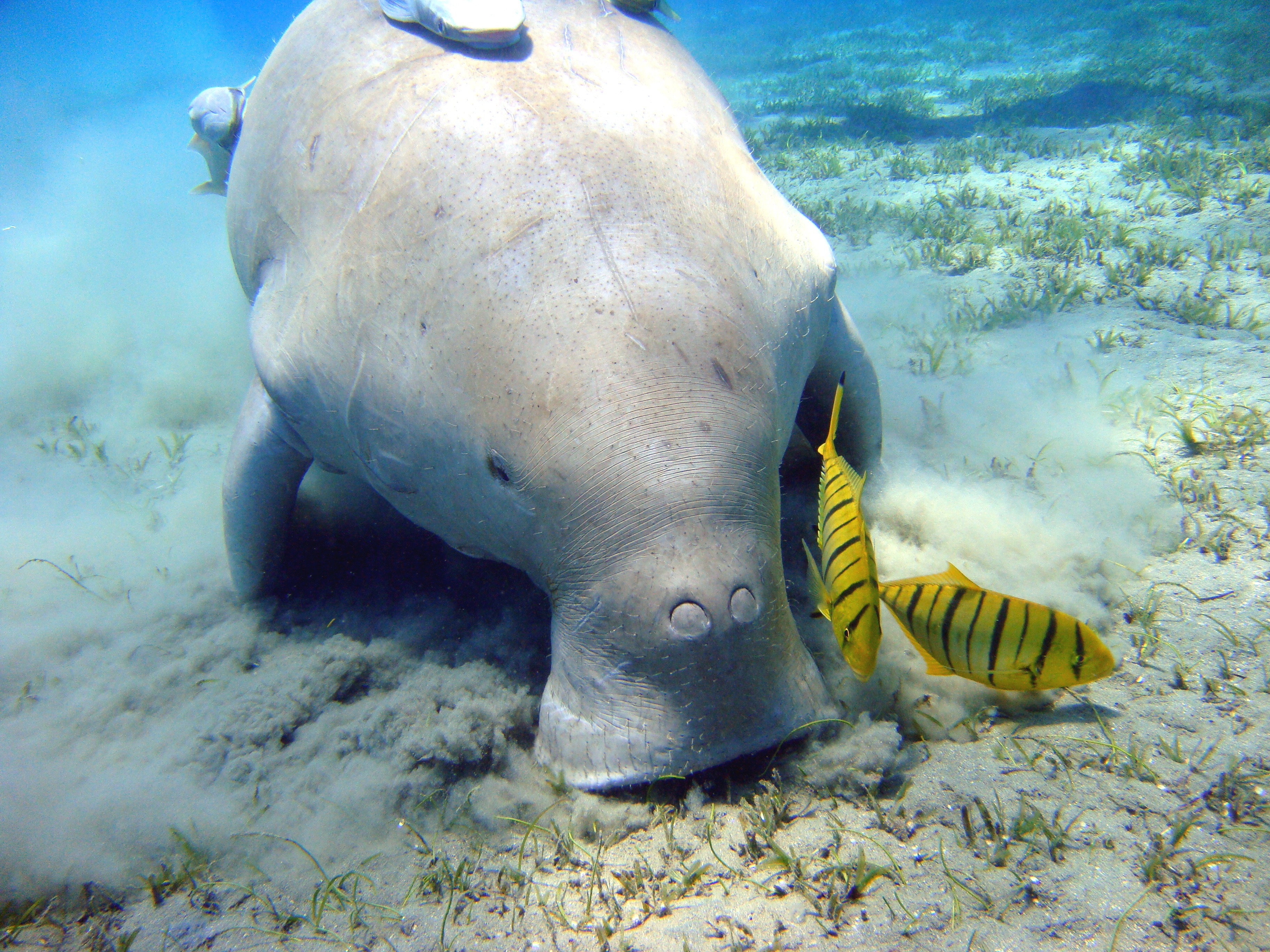
Dugong in der Bucht von Marsa Murena